# 安娜貝拉 (演員)
安娜貝拉（英語：Annabella，1907年7月14日—1996年9月18日），法國電影女演員。她曾從1927至1954年出演46部電影，包括1930至40年代晚期的好萊塢電影。

## 個人生活與演藝生涯
安娜貝拉出生於法國圣莫代福塞。安娜貝拉有機會進入演藝圈是因為父親款待了一名電影監製，使其可以在阿貝爾·岡斯的經典電影《拿破崙》出演一個小角色。她沒有收到影評人歡迎，直到出演了雷內·克萊爾的《百萬法郎》，而之後的幾十年讓她被稱為法國最受歡迎的電影女演員之一。她於1936年憑《戰鬥前夜》贏得威尼斯影展最佳女演員獎。

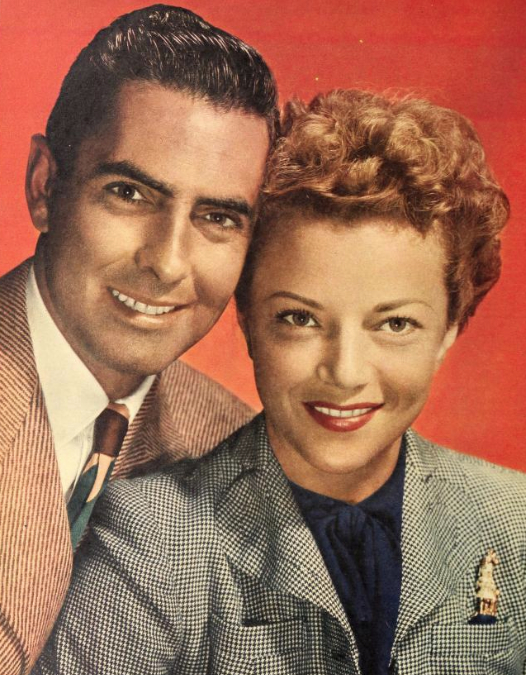
1946年的安娜貝拉和泰隆·鲍华。倆人於1939年結婚，並於1948年離婚。

她與亨利·方達主演了英國電影《银河彩凤》。身為二十世紀福斯旗下藝人，她去到美國與洛麗泰·楊和泰隆·鮑華出演《蘇伊士運河》。她與鮑華的戀情受到當時電影雜誌的廣泛報導。二十世紀福斯電影巨頭大利·柴納克不希望他午後場明星結婚。他提供安娜貝拉多部新電影，從而可以把她帶到國外。她拒絕離開鮑華，之後《蘇伊士運河》殺青時，她回到法國並處理與前夫基恩·穆拉的離婚手續。她和鮑華於1939年4月23日結婚，並在羅馬度蜜月。在幾個月內，他們在此飛去歐洲，將安娜貝拉的母親帶到他們的房子居住，而她的父親和弟弟也同樣住在這座房子裡。她弟弟最終被納粹射殺。安娜貝拉再次回到美國將女兒安帶回法國一起居住。安使鮑華於1942年8月從美國海軍陸戰隊退休時所領養的小孩。安·鮑華之後嫁給了演員奧斯卡·威內爾。
大利·柴納克對她嫁給了他旗下的高票房明星而感到十分生氣，在安娜貝拉是二十世紀福斯演員的情況下不給她試鏡任何電影。安娜貝拉同樣不可以被其他工作室借去演戲。鮑華和她在美国康涅狄格州纽黑文出演了舞台劇《利力姆》。在鮑華受服於軍隊時，安娜貝拉在芝加哥出演了《歡樂活力》。1944年，她出演了由伊力·卡山執導的百老匯劇《我與上校》受到廣泛的注意。安娜貝拉還與作家羅爾德·達爾外遇。她曾拒絕與鮑華離婚讓他娶茱蒂·嘉蘭，而使這段婚姻開始惡化。達爾告訴妻子那是一段激烈熱情的戀情，他從該女演員身上學到許多性愛技巧。
當鮑華聰軍隊回來後，這對夫妻決定讓這段戀情重燃熱情。
安娜貝拉重回電影圈。她與詹姆斯·賈格納主演《麥德琳13號》。她與鮑華最終於1948年離婚，而她也回到法國。她出演何塞·路易斯·薩恩斯·德·埃雷迪亞的西班牙版《劍俠唐璜》，這部她的最後電影於1952年上映。在出演1954年美國電視劇《懸疑》之後便退休。
安娜貝拉與鮑華的關係依舊非常親密。在與琳達·克里斯蒂安離婚後，他嘗試複合，坦白放棄她是最可怕的錯誤。然而，安娜貝拉拒絕了。鮑華以防她回心轉意，告訴她他不會搭升降機，而是走樓梯離開她的公寓。但她沒有。
1996年，安娜貝拉在法國塞納河畔訥伊死於心臟病，並葬在帕西墓園。

## 外部鏈接
- 安娜貝拉在互联网电影资料库（IMDb）上的資料（英文）
- TCM电影资料库上安娜貝拉的资料（英文）
- 在AllMovie上安娜貝拉的頁面（英文）
- 在Find a Grave上的安娜貝拉 (演員)
- 圖像與文學作品 （页面存档备份，存于）
- 安娜貝拉網站